# 传播政治经济学
传播政治经济学是传播学的一个分支，与其他传播学的实证研究路径不同，它着重分析传播体制的经济结构与市场经济体制的运行过程，从而揭示传播与文化工业的复杂性以及通过资本实现的传播与文化活动对社会过程的影响。

## 起源和历史发展
传播政治经济学直接脱胎于传播学领域的批判研究（critical research），传播学的批判研究是和传播学主流研究（又称行政研究）相对立的一种研究视角。两种研究的视角的分立由拉扎斯菲尔德在1941年发表的《关于行政和批判传播学研究》一文首次指出，这种分立也被称之为传播学的“主要断裂线”之一。